# Bertrando Spaventa

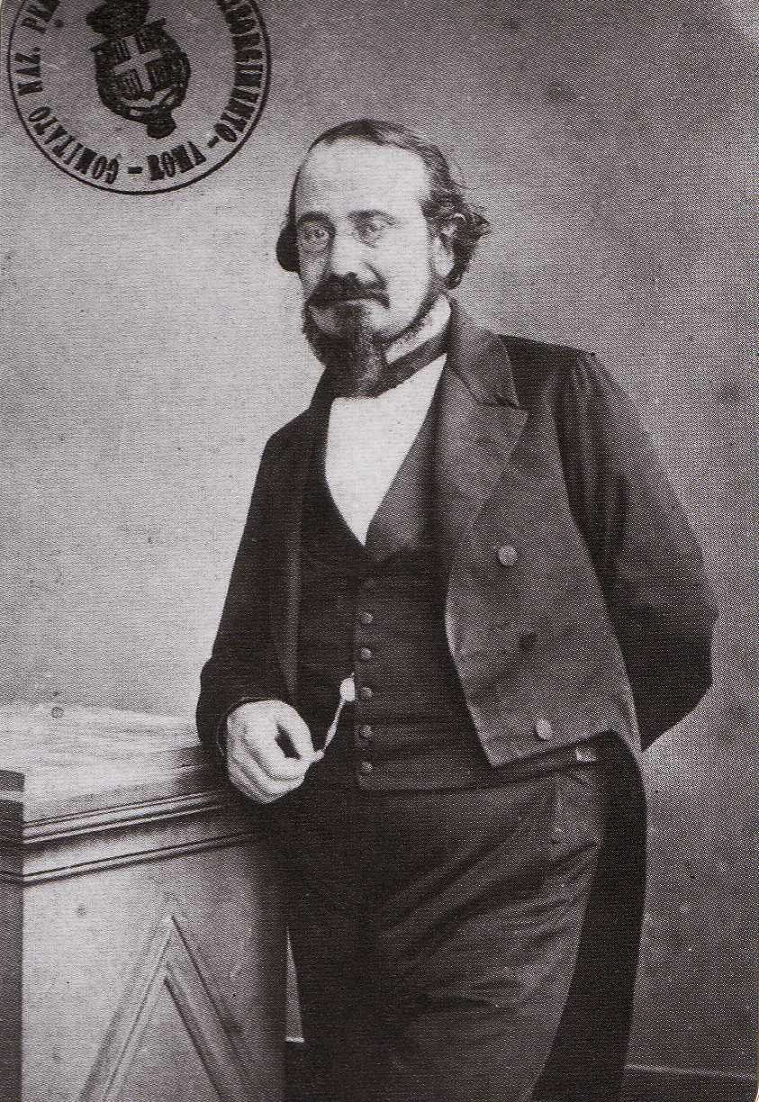
Bertrando Spaventa

Bertrando Spaventa (* 26. Juni 1817 in Bomba, Provinz Chieti; † 20. Februar 1883 in Neapel) war ein italienischer Philosoph und Philosophiehistoriker.

## Leben
Bertrando Spaventa war der ältere Sohn von Eustachio Spaventa und dessen Ehefrau Maria Croce. Der spätere Politiker Silvio Spaventa war sein jüngerer Bruder. Nach dem Schulbesuch in seiner Heimatstadt konnte Spaventa zusammen mit seinem Bruder – unterstützt durch ein Stipendium eines Verwandten – das Jesuitenkolleg in Chieti besuchen. Nach erfolgreichem Abschluss seines Studiums sandte ihn die Societas Jesu als Dozent an das Priesterseminar nach Montecassino. Dort wurde Spaventa auch zum Priester geweiht.
Ab 1840 war Spaventa in Neapel als Lehrer tätig und vervollständigte auch seine Studien. Vor allem durch Antonio Tari und Ottavio Colecchi wurde Spaventa beeinflusst, sich mit den Theorien der deutschen Philosophen Georg Wilhelm Friedrich Hegel und Immanuel Kant auseinanderzusetzen.
1846 gründete Spaventa eine eigene Schule, einen kleinen Kreis von interessierten Schülern, die sich aber neben philosophischen auch aktuelle politische Themen teilweise sehr kontrovers diskutierten. Bereits im darauffolgenden Jahr stand diese Schule „im Verdacht der Aufwiegelei“ und wurde von den Behörden geschlossen.
Noch im selben Jahr nahm Spaventa bei General Francesco Pignatelli, dem Fürsten von Strongoli, eine Stelle als Hauslehrer an. Als dieser aus politischen Gründen 1849 nach Florenz ins Exil ging, begleitete ihn Spaventa.
1850 kam es zum radikalen Bruch im Leben Bertrando Spaventas. Er verließ seinen Orden, kündigte seine Anstellung als Hauslehrer und ließ sich als Journalist in Turin nieder. In seinen ersten Veröffentlichungen dort thematisierte Spaventa meistenteils die philosophische und politische Einstellung des Jesuitenordens. Unter der Prämisse, dass die Religion nur eine Stufe in der grundsätzlichen Weiterentwicklung des Geistes sei, musste Spaventa zwangsläufig den Autoritätsanspruch des Papstes ablehnen.
1859 nahm Spaventa einen Ruf als Prof. für Philosophie an die Universität Modena an und lehrte dort Rechtsphilosophie. Im Herbst 1860 holte man ihn Universität Bologna, wo er seinen Schwerpunkt in der Rechtsphilosophie fand. Neben einigen kleineren Schriften konnte er sich noch im selben Jahr mit seinem Werk „La filosofia di Kant e la sua relazione colla filosofia italiana“ als Philosoph etablieren. In Augusto Vera fand er dabei einen engagierten Mitstreiter. In diesem Werk versuchte er einen Nachweis zu führen, dass Antonio Rosmini trotz dessen Polemiken gegen Kant doch im Wesentlichen mit dem deutschen Philosophen übereinstimmte.
1861 holte man Spaventa als Prof. für Philosophie an die Universität Neapel, wo er durch seine Lehrtätigkeit aber natürlich auch durch seine Veröffentlichungen zu einem wichtigen Vertreter des Deutschen Idealismus wurde. Sein Hauptwerk „La filosofia di Gioberti“ setzte sich sehr kritisch mit den Theorien Vincenzo Giobertis auseinander und seine Erkenntnistheorie orientierte sich weitgehend an der „Phänomenologie“ von Hegel.
Spaventa thematisierte auch die Theorien nicht-italienischer Philosophen der Renaissance wie Francis Bacon, René Descartes, Georg Wilhelm Friedrich Hegel, Immanuel Kant und Baruch Spinoza und stellte sie seiner „Zirkularität italienischer Philosophie“ gegenüber und versuchte sie weiterzuentwickeln. Die Zusammenfassung durch den Philosophen Vincenzo Gioberti ist zwar philosophiegeschichtlich umstritten, stieß aber teilweise doch auf Interesse.
Zwischen 1867 und 1876 wirkte Spaventa als Abgeordneter im italienischen Parlament und war als solcher maßgeblich an der Gründung der Zeitschrift Giornale napoletano di filosofia e lettere beteiligt. Um 1875 gab Spaventa seine Lehrtätigkeit aus Altersgründen auf und widmete sich die letzten Jahre seines Lebens nur noch der Forschung. Ab 1876 war er korrespondierendes Mitglied der Accademia Nazionale dei Lincei. Im Alter von 65 starb Bertrando Spaventa am 20. Februar 1883 in Neapel.

## Werke (Auswahl)
- La filosofia di Kant e la sua relazione colla filosofia italiana. Turin 1860
- Carattere e sviluppo della filosofia italiana. Modena 1860
- Le prime categorie della logica di Hegel. Neapel 1864
- Spazio e tempo nella prima forma del sistema di Gioberti. Neapel 1865
- Il concetto dell' opposizione e lo Spinozismo. Neapel 1867
- La scolastica e Cartesio. Neapel 1867
- Saggi di critica filosofia, politica e religiosa (Studien über Giordano Bruno, Tommaso Campanella, Terenzio Mamiani u. a.) Neapel 1867
- Paolottismo, positivismo, razionalismo. Bologna 1868
- Studî sull' etica di Hegel. Neapel 1869
- Idealismo o realismo. Neapel 1874
- La legge del più forte. Neapel 1874